# Йеменски риал
Вижте пояснителната страница за други значения на риал.
Йеменският риал (на арабски: ال يمني) е официалната валута в Йемен. Въведена е след обединението на страната. Дели се на 100 филса.

## Монети
Има монети от 1, 5, 10, 20 риала.

## Банкноти
Емитират се банкноти от 50, 100, 200, 250, 500, 1000 риала.